# Deonte Burton (cestista 1994)
Deonte Burton (Milwaukee, 31 gennaio 1994) è un cestista statunitense.

## Statistiche

### NCAA
| Anno      | Squadra             | PG  | PT | MP   | TC%  | 3P%  | TL%  | RP  | AP  | PRP | SP  | PP   |
| --------- | ------------------- | --- | -- | ---- | ---- | ---- | ---- | --- | --- | --- | --- | ---- |
| 2013-2014 | Marquette G. Eagles | 32  | 3  | 12,6 | 47,8 | 50,0 | 64,7 | 2,2 | 0,5 | 1,1 | 0,4 | 6,9  |
| 2014-2015 | Marquette G. Eagles | 8   | 0  | 16,1 | 47,2 | 40,0 | 76,5 | 1,4 | 0,3 | 1,3 | 0,4 | 6,4  |
| 2015-2016 | Iowa St. Cyclones   | 26  | 7  | 18,8 | 53,3 | 47,4 | 63,5 | 3,9 | 1,0 | 0,9 | 0,6 | 9,7  |
| 2016-2017 | Iowa St. Cyclones   | 35  | 35 | 29,5 | 45,6 | 37,5 | 67,5 | 6,2 | 1,8 | 1,7 | 1,4 | 15,1 |
| Carriera  | Carriera            | 101 | 45 | 20,3 | 47,8 | 40,5 | 66,4 | 4,0 | 1,1 | 1,3 | 0,8 | 10,4 |

#### Massimi in carriera
- Massimo di punti: 31 vs Oklahoma (21 gennaio 2017)[1]
- Massimo di rimbalzi: 14 vs Texas Christian (20 febbraio 2010)
- Massimo di assist: 10 vs West Virginia (31 gennaio 2017)
- Massimo di palle rubate: 6 (2 volte)
- Massimo di stoppate: 4 (2 volte)
- Massimo di minuti giocati: 40 (2 volte)

### NBA

#### Regular Season
| Anno      | Squadra          | PG | PT | MP  | TC%  | 3P%  | TL%  | RP  | AP  | PRP | SP  | PP  |
| --------- | ---------------- | -- | -- | --- | ---- | ---- | ---- | --- | --- | --- | --- | --- |
| 2018-2019 | Oklahoma Thunder | 32 | 0  | 7,5 | 40,2 | 29,6 | 66,7 | 0,9 | 0,3 | 0,2 | 0,3 | 2,6 |
| 2019-2020 | Oklahoma Thunder | 39 | 0  | 9,1 | 34,4 | 18,9 | 57,1 | 1,5 | 0,4 | 0,2 | 0,3 | 2,7 |
| 2022-2023 | Sacramento Kings | 2  | 0  | 3,0 | 0,0  | 0,0  | -    | 0,0 | 0,0 | 0,0 | 0,0 | 0,0 |
| Carriera  | Carriera         | 73 | 0  | 8,2 | 36,4 | 22,2 | 61,5 | 1,2 | 0,4 | 0,2 | 0,2 | 2,5 |

#### Play-off
| Anno     | Squadra          | PG | PT | MP  | TC%  | 3P% | TL% | RP  | AP  | PRP | SP  | PP  |
| -------- | ---------------- | -- | -- | --- | ---- | --- | --- | --- | --- | --- | --- | --- |
| 2019     | Oklahoma Thunder | 3  | 0  | 1,3 | 20,0 | 0,0 | -   | 0,7 | 0,0 | 0,0 | 0,0 | 0,7 |
| 2020     | Oklahoma Thunder | 1  | 0  | 2,0 | -    | -   | -   | 0,0 | 0,0 | 0,0 | 0,0 | 0,0 |
| Carriera | Carriera         | 4  | 0  | 1,5 | 20,0 | 0,0 | -   | 0,5 | 0,0 | 0,0 | 0,0 | 0,5 |

#### Massimi in carriera
- Massimo di punti: 18 vs Portland Trail Blazers (11 febbraio 2019)[2]
- Massimo di rimbalzi: 6 (3 volte)
- Massimo di assist: 5 vs Los Angeles Clippers (14 agosto 2020)
- Massimo di palle rubate: 2 (3 volte)
- Massimo di stoppate: 3 vs Portland Trail Blazers (11 febbraio 2019)
- Massimo di minuti giocati: 32 vs Phoenix Suns (10 agosto 2020)

### G League
| Anno      | Squadra        | PG  | PT  | MP   | TC%  | 3P%  | TL%  | RP  | AP  | PRP | SP  | PP   |
| --------- | -------------- | --- | --- | ---- | ---- | ---- | ---- | --- | --- | --- | --- | ---- |
| 2018-2019 | Oklahoma Blue  | 24  | 22  | 29,7 | 45,3 | 31,1 | 74,8 | 5,0 | 3,4 | 2,3 | 1,0 | 16,9 |
| 2019-2020 | Oklahoma Blue  | 11  | 11  | 33,5 | 43,0 | 28,8 | 71,4 | 7,2 | 3,9 | 0,8 | 1,2 | 14,4 |
| 2021-2022 | Maine Celtics  | 32  | 31  | 31,4 | 50,4 | 34,4 | 74,6 | 6,2 | 3,4 | 1,1 | 0,7 | 15,1 |
| 2022-2023 | Stockton Kings | 33  | 26  | 28,6 | 52,1 | 41,6 | 79,5 | 4,5 | 2,7 | 1,1 | 0,7 | 11,5 |
| 2023-2024 | Stockton Kings | 45  | 24  | 29,2 | 44,3 | 34,5 | 70,8 | 3,9 | 2,1 | 1,4 | 0,4 | 11,9 |
| Carriera  | Carriera       | 145 | 114 | 30,0 | 47,2 | 34,7 | 74,4 | 5,0 | 2,9 | 1,4 | 0,7 | 13,5 |